# Н̇
Cette page contient des caractères spéciaux ou non latins. S’ils s’affichent mal (▯, ?, etc.), consultez la page d’aide Unicode.
Ne doit pas être confondu avec la lettre latine Ḣ.
L’enne point suscrit (capitale Н̇, minuscule н̇) est une lettre de l’alphabet cyrillique qui est utilisée dans la translittération de langues indo-aryennes comme celle écrite avec la devanagari. Elle est composée d’un Н et d’un point suscrit.

## Représentations informatiques
L’enne point suscrit peut être représenté avec les caractères Unicode suivants :
- décomposé (cyrillique, diacritiques) :

| formes    | représentations | chaînes de caractères | points de code | descriptions                                               |
| --------- | --------------- | --------------------- | -------------- | ---------------------------------------------------------- |
| capitale  | Н̇               | Н◌̇                    | U+041D U+0307  | lettre majuscule cyrillique enne diacritique point suscrit |
| minuscule | н̇               | н◌̇                    | U+043D U+0307  | lettre minuscule cyrillique enne diacritique point suscrit |